# Johann Christian Wilhelm Verpoorten
Johann Christian Wilhelm Verpoorten, eigentlich Johann Christian Verpoorten (* 24. Februar 1721 in Coburg; † 24. Januar 1792 in Neustrelitz) war ein deutscher Mediziner, Leibarzt und Hofrat.

## Leben
Johann Christian (Wilhelm) Verpoorten war ein Sohn von Johann Wilhelm Verpoorten (1681–1737), Landphysikus und herzoglicher Leibmedikus in Coburg, und Enkel des aus Lübeck stammenden Coburger Generalsuperintendenten Wilhelm Verpoorten.
Er studierte Humanmedizin und wurde 1748 an der Universität Halle unter dem Vorsitz von Andreas Elias Büchner zum Dr. med. promoviert. Noch im selben Jahr wurde er Leibarzt des in Mirow apanagierten Herzogs Karl zu Mecklenburg (1708–1752). Dessen Sohn, Herzog Adolf Friedrich IV., ernannte ihn zum herzoglichen Leibarzt und Hofrat in Neustrelitz. Verpoorten besaß um 1760 ein Haus in der Neustrelitzer Schlossstraße und er wird um 1780 als einer von damals zwei Bürgermeistern der aufblühenden Residenzstadt Neustrelitz genannt. Im Herbst 1766 kam es zu einer Begegnung zwischen Verpoorten und dem britischen Reiseschriftsteller Thomas Nugent, welcher darüber in seiner Reisebeschreibung Reisen durch Deutschland und vorzüglich durch Mecklenburg berichtet. „Er (Verpoorten) ist mittelmäßiger Statur,“ schreibt Nugent, „von schwärzlichem Gesicht und ernsthaftem Wesen. Ungeachtet er ein Hofmann, und wie man sagt, ein Favorit des Herzogs ist, so scheint er doch etwas blöde zu sein,“ und beiläufig erwähnt der Brite noch Verpoortens „vortreffliche Naturaliensammlung, in welcher viele Seltenheiten vorhanden sind.“
Obwohl Verpoorten kein ausgebildeter Architekt war, schuf er Entwürfe für landesherrliche Bauten in Mecklenburg-Strelitz, so für die Stadtkirche Neustrelitz und für verschiedene Einzelgebäude des Schlossensembles Hohenzieritz (Kavaliershäuser, Kruggehöft).
Er war verheiratet mit der Malerin Esther, geb. Denner, der Tochter von Balthasar Denner. Die Hamburger Kunsthalle besitzt aus seinem Nachlass ein unbezeichnetes „Blumenstück“, vielleicht eine Arbeit von Verpoortens Schwiegervater.
Verpoorten, der um 1780 als einer von zwei Bürgermeistern der Residenzstadt Neustrelitz erwähnt wird, war in Neustrelitz Mitglied der evangelisch-lutherischen Hofgemeinde. Sein Grab auf dem alten Friedhof ging verloren, als der nach dem Zweiten Weltkrieg beräumt und aufgelassen wurde.

## Schriften
- De Praecavendis Et Prudenter Tollendis Morborum Recidivis. Diss. Halle 1748 (Digitalisat, ULB Halle)